# Teima Onorio
Teima Onorio   (1963) (també coneguda com a Teimwa) és una política kiribatiana que va ser membre del Maneaba ni Maungatabu (Parlament de Kiribati) des de 1998. Va exercir com a vicepresidenta de Kiribati entre 2003 i 2016.

## Biografia
Onorio és la filla de Rota Onorio, president del Consell d'Estat i president interí de Kiribati des del 10 de desembre de 1982 fins al 18 de febrer de 1983. Va estudiar a la Universitat Victòria de Wellington (BA) i a la Universitat d'East Anglia (MA, 1990).

## Carrera política
Onorio va ser diputada per la circumscripció d'Arorae de 1998 a 2002. També ha ocupat el càrrec de Ministre d'Afers Interns i Socials des de 2012. Va ser ministra d'Educació, Joventut i Desenvolupament Esportiu de 2003 a 2007, abans de dirigir el Ministeri de Comerç, Indústria i Cooperatives de 2007 a 2008 i després tornar a Educació, Joventut i Desenvolupament Esports de 2008 a 2012.
Com a Vicepresidenta de Kiribati, ha representat l'Aliança de Petits Estats Insulars de les Nacions Unides, parlant sobre el canvi climàtic.
El president Anote Tong va nomenar Onorio per tercer mandat consecutiu com a vicepresident el 19 de gener de 2012, com a part dels nomenaments del seu gabinet.